# Brachyotum figueroae
Brachyotum figueroae är en tvåhjärtbladig växtart som beskrevs av James Francis Macbride. Brachyotum figueroae ingår i släktet Brachyotum och familjen Melastomataceae. Inga underarter finns listade i Catalogue of Life.